# The Best of 1997—2001
The Best of 1997—2001 — збірка гурту Сокира Перуна, видана у 2002 році.

## Зміст
1. Українська вендета
2. Український патріот
3. Незгасне полум'я слави
4. Залишайся білим!
5. Очі, сповнені гнівом
6. Бій триває
7. Сокира Перуна '98
8. Слов'янин
9. Я син України
10. Revival of Europe
11. Sviatoslav
12. Glory to Skinheads of Great Russ!
13. Perun's Axe (Version`01)
14. Untitled